# 아키캐드
아키캐드(ArchiCAD)는 건축을 위한 매킨토시, 윈도우용 BIM CAD 소프트웨어로서, 헝가리의 기업인 그래피소프트가 개발하였다. 건물, 인테리어, 도심 지역과 같은 건축 환경의 전반적 설계 프로세스 기간 동안 미학적, 공학적 단면들을 관리할 수 있도록 도와주는 솔루션들을 제공한다.
아키캐드의 개발은 1982년에 오리지널 애플 매킨토시용으로 시작되었다. 오늘날 120,000명 이상의 사용자들이 있다.

## 제품 개요
- 2차원 CAD 소프트웨어
- 3차원 모델링 소프트웨어
- 아키텍처 렌더링 및 시각화 소프트웨어
- 탁상출판 소프트웨어
- 문서 관리 도구
- BIM 소프트웨어

## 버전 역사
- 1984년 - Radar CH (아키캐드 1.0)
- 1986년 - 아키캐드 2.0
- 1987년 - 아키캐드 3.0
- 1988년 - 아키캐드 3.1
- 1991년 - 아키캐드 4.0
- 1992년 - 아키캐드 4.1
- 1993년 - 아키캐드 4.16
- 1994년 - 아키캐드 4.5
- 1995년 - 아키캐드 4.55
- 1996년 - 아키캐드 5.0
- 1997년 - 아키캐드 5.1
- 1998년 - 아키캐드 6.0
- 1999년 - 아키캐드 6.5
- 2001년 - 아키캐드 7.0
- 2002년 - 아키캐드 8
- 2003년 - 아키캐드 8.1
- 2004년 - 아키캐드 9
- 2006년 - 아키캐드 10
- 2007년 - 아키캐드 11
- 2008년 - 아키캐드 12
- 2009년 - 아키캐드 13
- 2010년 - 아키캐드 14
- 2011년 - 아키캐드 15
- 2012년 - 아키캐드 16
- 2013년 - 아키캐드 17
- 2014년 - 아키캐드 18
- 2015년 - 아키캐드 19
- 2016년 - 아키캐드 20
- 2017년 - 아키캐드 21[1]
- 2018년 - 아키캐드 22[2]
- 2019년 - 아키캐드 23
- 2020년 - 아키캐드 24
- 2021년 - 아키캐드 25[3]
- 2022년 - 아키캐드 26[4]
- 2023년 - 아키캐드 27
- 2024년 - 아키캐드 28

## 같이 보기
- 오토데스크 레빗